# Mahamanvantara
Mahamanvantara (ou Mahâ Kalpa) é a expressão usada na Teosofia para designar o período de atividade do cosmo, durando o equivalente a 72000 Manvantaras, no total 311.040.000.000.000 de anos.
Segundo Blavatsky, no início de um Mahamanvantara, após um Mahapralaya (período de inatividade), o cosmos é "despertado" para um novo ciclo de atividade, torna-se objetivo. Nos primeiros instantes do novo ciclo de atividade emanam do Princípio Uno a Ideação Cósmica e a Substância Primordial. Então, Fohat torna-se o Raio divino da criação que aplica a Ideação Cósmica no seio da Substância Primordial, ordenando-a e convertendo-a na Substância Cósmica.

## Cálculo da duração do Mahamanvantara
Um resumo dos diversos ciclos estudados na Teosofia, que foi publicado no "The Theosophist" em novembro de 1885 (e reproduzido no livro A Doutrina Secreta), é mostrado na seguinte tabela:
| Anos filosóficos | Anos mortais        |
| --- | ------------------- |
| 365,24219879... dias mortais fazem                                                                                           | 1                   |
| O Krita Yuga contém | 1.728.000           |
| O Tetrâ Yuga | 1.296.000           |
| O Dvâpara Yuga | 864.000             |
| O Kali Yuga | 432.000             |
| A soma destes 4 Yugas constitui um Mahâ Yuga, com                                                                            | 4.320.000           |
| Setenta e um Mahâ Yugas formam o período do reinado de um Manu                                                               | 306.720.000         |
| Os reinados de quatorze Manus compreendem a duração de 994 Mahâ Yugas, ou                                                    | 4.294.080.000       |
| Acrescentem-se os Sandhis, ou seja, os intervalos entre os reinados dos Manus, intervalos equivalentes a seis Mahâ Yugas, ou | 25.920.000          |
| O total dos reinados e interregnos dos quatorze Manus é de 1.000 Mahâ Yugas, perfazendo um Kalpa, isto é, um Dia de Brahman  | 4.320.000.000       |
| Como uma Noite de Brahman tem igual duração, um Dia e uma Noite de Brahman contém                                            | 8.640.000.000       |
| 360 de tais Dias e Noites de Brahman constituem um Ano de Brahman, que se eleva a                                            | 3.110.400.000.000   |
| 100 destes Anos formam o período completo da Idade de Brahman, isto é, o Mahâ Kalpa                                          | 311.040.000.000.000 |